# Richard Damon Lines
Richard Damon Lines (Wynne, 21 aprile 1916 – Jonesboro, 29 giugno 1992) è stato un astronomo amatoriale statunitense.

## Biografia
Nel 1936 ha sposato Helen Chambliss Williams da cui ha avuto una figlia, Chambliss Lines.

## Attività astronomica
Lines, assieme alla moglie, è stato un attivo astrofilo che si è dedicato in particolare all'osservazione e alla fotografia di oggetti del profondo cielo, alla fotometria tramite CCD di stelle variabili nonché alla ricerca di comete: a tal fine hanno costruito un osservatorio astronomico presso la cittadina di Meyer, situata nelle vicinanze di Prescott, in Arizona.
Nel 1962 ha coscoperto, con Tsutomu Seki, la cometa non periodica, nonché cometa radente, C/1962 C1 Seki-Lines divenuta la grande cometa del 1962.
Lines è stato membro dell'AAVSO che registrava le sue osservazioni col codice LIR e dell'IAPPP (International Amateur-Professional Photoelectric Photometry).

## Riconoscimenti
Nel 1992 gli è stato assegnato, congiuntamente alla moglie, il Premio per il miglior risultato amatoriale della Società astronomica del Pacifico
Nel 1994 gli è stato intitolato un premio, l' I. A. P. P. P. Richard D. Lines Special Award in Astronomy.